# بركال
البَرْكَال (بالإنجليزية: Percale)‏ هو نسيج قريب إلى نسيج السادة، عادة ما يستخدم أغطية للفراش. إن كثافة الخيط في البركال 200 خيط في الإنش أو أكثر، ويكون أكثر إحكاماً من النوع العادي المستعمل في أغطية السرير. لها وزن متوسط، وهو ثابت وناعم بدون لمعة، مغسول جيدًا. وهو مصنوع من الخيوط المسرحة والممشطة على حد سواء، ومن الممكن أن تنسج من عدة ألياف، مثل القطن والبوليستر أو خلائط مختلفة.
أقمشة البركال يمكن أن تكون مصبوغة بلون واحد أو مطبوعة بتقليمات مختلفة. إنهاء القماش مستقل عن العمليات السابقة، لذلك يمكن أن يكون مطبوعًا أو غير مطبوع.

## أصل التسمية
قماش البركال في الأصل استورد من الهند في القرنين السابع عشر والثامن عشر، وبعدها صنع في فرنسا. وكلمة بركال ربما استوحت من الفارسية، pargālah بمعنى خرقة، مع أن قاموس أوكسفورد الإنكليزي (اعتبارًا من ديسمبر 2005) اعتبرها حتى القرن الثامن عشر كلمة فرنسية. قاموس (Institut d'Estudis Catalans [الإنجليزية]) وصف pexal وperxal على أنها نوع من الأقمشة الحريرية في العام 1348م في فالنسيا. القاموس الاشتقاقي في الكاتالونية يوضح أن كلمة perxal أتى من مدينة بيرش في فرنسا.
وفي عام 1322م في دالماسيا، التي كان لها علاقات تجارية أيضًا مع جمهورية البندقية، أشار بيتر دي جينيلي إلى البركال. وكلمة Percal، التي ظهرت لأول مرة في حكم للمحكمة اللاتينية العليا عام 1322م في دالماسيا، مشتقة من الكلمة العبرية פרקליט (prklyt) التي تستمد من اللغة اليونانية القديمة من كلمة parákletos) παράκλητος) . التي تعني محام.

## طالع المزيد
- منسج دوبي
- منسج جاكارد
- منسج هاترسلي
- منسج روبرتس
- قماش بنغالين
- قماش باكرام
- قماش بوبلين
- قماش شالي
- قماش فوال
- نسيج سادة